# Campionati del mondo di ciclismo su pista 2012 - Inseguimento individuale maschile
La gara di inseguimento individuale maschile ai Campionati del mondo di ciclismo su pista 2012 si svolse il 4 aprile 2012. La vittoria fu appannaggio dell'australiano Michael Hepburn.
Accreditati alla partenza 22 atleti, dei quali 21 completarono la gara.
Tutte le manche si svolsero sulla distanza di 4.000 mt. con partenza da fermo.

## Podio
| Pos.    | Atleta          | Nazionalità   |
| ------- | --------------- | ------------- |
| Oro     | Michael Hepburn | Australia     |
| Argento | Jack Bobridge   | Australia     |
| Bronzo  | Westley Gough   | Nuova Zelanda |

## Risultati

### Qualifiche
I migliori 2 tempi si qualificano alla finale per l'oro, il terzo e quarto tempo alla finale per il bronzo
| Posizione | Atleta             | Nazione       | Tempo    | Note |
| --------- | ------------------ | ------------- | -------- | ---- |
| 1         | Michael Hepburn    | Australia     | 4:13.224 | Q    |
| 2         | Jack Bobridge      | Australia     | 4:14.783 | Q    |
| 3         | Rohan Dennis       | Australia     | 4:16.051 | q    |
| 4         | Westley Gough      | Nuova Zelanda | 4:17.001 | q    |
| 5         | Geraint Thomas     | Gran Bretagna | 4:17.265 |      |
| 6         | Peter Latham       | Nuova Zelanda | 4:18.152 |      |
| 7         | Dominique Cornu    | Belgio        | 4:19.479 |      |
| 8         | Asier Maeztu       | Spagna        | 4:23.334 |      |
| 9         | Kevin Labeque      | Francia       | 4:23.859 |      |
| 10        | Ingmar De Poortere | Belgio        | 4:25.931 |      |
| 11        | Valery Kaykov      | Russia        | 4:26.333 |      |
| 12        | Levi Heimans       | Paesi Bassi   | 4:26.569 |      |
| 13        | Casper von Folsach | Danimarca     | 4:26.762 |      |
| 14        | Jang Sun-Jae       | Corea del Sud | 4:26.946 |      |
| 15        | Sebastián Mora     | Spagna        | 4:28.094 |      |
| 16        | Stefan Schäfer     | Germania      | 4:31.763 |      |
| 17        | Claudio Imhof      | Svizzera      | 4:33.444 |      |
| 18        | Dias Omirzakov     | Kazakistan    | 4:35.253 |      |
| 19        | Edison Bravo       | Cile          | 4:35.716 |      |
| 20        | Tim Veldt          | Paesi Bassi   | 4:35.977 |      |
| 21        | Cheung King Lok    | Hong Kong     | 4:37.450 |      |
| –         | Carlos Linarez     | Venezuela     |          | DNS  |

DNS = Prova non partito

### Finali
| Posizione            | Atleta          | Nazione       | Tempo    | Gap    |
| -------------------- | --------------- | ------------- | -------- | ------ |
| Finale per l'Oro     |                 |               |          |        |
| 1                    | Michael Hepburn | Australia     | 4:15.839 |        |
| 2                    | Jack Bobridge   | Australia     | 4:16.313 | +0.474 |
| Finale per il Bronzo |                 |               |          |        |
| 3                    | Westley Gough   | Nuova Zelanda | 4:16.945 |        |
| 4                    | Rohan Dennis    | Australia     | 4:18.594 | +1.649 |